# FK Kolcheti-1913 Poti
FK Kolcheti-1913 Poti är en georgisk fotbollsklubb från staden Poti. Klubben har spelat i den georgiska högstaligan (Umaghlesi Liga), men 2006 drog man sig ur på grund av att man inte hade stöd från den lokala styrelsen (vilket var förbjudet enligt nya ligaregler). Inför säsongen 2010/2011 lyckades klubben med att ta sig tillbaka till Umaghlesi Liga där man spelade följande säsonger. Efter säsongen 2012/2013 slutade klubben sist och spelar nu i Pirveli Liga. Klubben spelar sina hemmamatcher på Pazisi-stadion i Poti.

## Meriter
- Georgiska SSR Mästare: 2, 1978, 1988

### Kolcheti i Europa
- 1K = Första kvalomgången
- 1R = Första rundan

| Säsong    | Tävling       | Runda | Nation                                          | Klubb                  | Resultat |
| --------- | ------------- | ----- | ----------------------------------------------- | ---------------------- | -------- |
| 1996      | Intertoto Cup | Grupp | Frankrike                                       | EA Guingamp            | 1–3      |
|           |               | Grupp | Socialistiska federativa republiken Jugoslavien | FK Zemun               | 2–3      |
|           |               | Grupp | Finland                                         | FF Jaro                | 0–2      |
|           |               | Grupp | Rumänien                                        | Dinamo Bucureşti       | 0–2      |
| 1997/1998 | UEFA-cupen    | 1K    | Belarus                                         | Dinamo Minsk           | 0–1, 2–1 |
| 1998/1999 | UEFA-cupen    | 1K    | Socialistiska federativa republiken Jugoslavien | Röda Stjärnan          | 0–4, 0–7 |
| 1999      | Intertoto Cup | 1R    | Nordmakedonien                                  | Cementarnica 55 Skopje | 2–4, 0–4 |

## Kända spelare
- Giorgi Daraselia - Skyttekung i Umaghlesi Liga 1995
- Giorgi Gachokidze - Tidigare spelare i Nederländerna, Ryssland, Ukraina och det georgiska herrlandslaget i fotboll
- David Kvirkvelia - Tidigare spelare i Ryssland, numer i Ukraina och det georgiska fotbollslandslaget
- David Odikadze - Spelare i FK Dinamo Tbilisi och det georgiska fotbollslandslaget